# Santa Maria Maior (Lisbonne)
Pour les articles homonymes, voir Santa Maria Maior.
Santa Maria Maior est une freguesia de Lisbonne  créée par la loi n° 56/2012 du 8 novembre 2012 (sur l'organisation territoriale du Portugal).
Elle provient de la fusion de douze anciennes freguesias : Mártires, Sacramento, São Nicolau, Madalena, Santa Justa, Sé, Santiago, São Cristóvão e São Lourenço, Castelo, Socorro, São Miguel et Santo Estêvão.
La freguesia de Santa Maria Maior englobe le quartier historique d'Alfama.